# نوردستروم

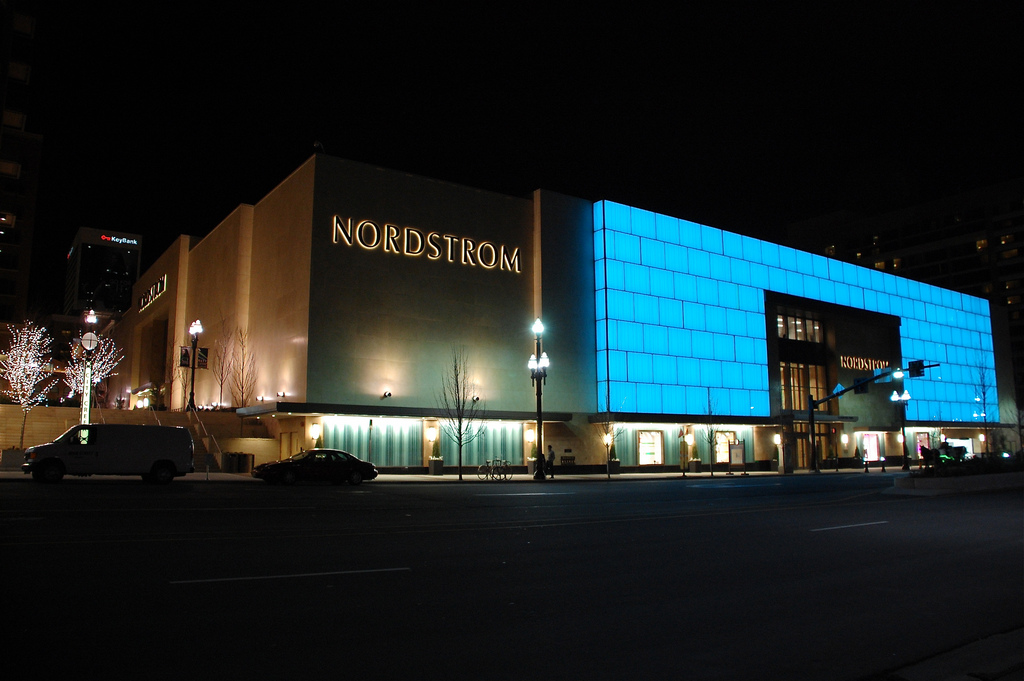
شعبه‌ای از نوردستروم، در شهر سلت‌لیک‌سیتی، یوتا (درب ورودی غربی)

نوردْسْتروم (به انگلیسی: Nordstrom) فروشگاه زنجیره‌ای پوشاک و شرکت خرده‌فروشی آمریکایی است، که مالک شبکه‌ای از ۲۶۰ مرکز خرید در ایالات متحده می‌باشد و در زمینه فروش انواع لباس، کفش، کالاهای لوکس، لوازم آرایشی و جواهرات فعالیت می‌کند. این شرکت در سال ۲۰۱۲ به‌عنوان پنجمین فروشگاه زنجیره‌ای آمریکا شناخته شد، همچنین در سال ۲۰۱۳ در رتبه ۳۴ از بزرگترین شرکت‌های خرده‌فروشی این کشور قرار گرفت.
شرکت نوردستروم در سال ۱۹۰۱ توسط جان دبلیو. نوردستروم و با مشارکت کارل وافین، در قالب یک مغازه کفش‌فروشی تأسیس شد. این شرکت در طول بیش از یکصد سال فعالیت در حوزه فروش پوشاک، توسعه پیدا کرد و امروزه به‌عنوان یکی از مجلل‌ترین فروشگاه‌های زنجیره‌ای پوشاک و کالای لوکس، در آمریکا شناخته می‌شود. دفتر مرکزی این شرکت در شهر سیاتل، واشینگتن قرار دارد و بخشی از سهام آن در بازار بورس نیویورک معامله می‌شود. از رقبای اصلی نوردستروم می‌توان به میسیز، جی سی پنی، بلومینگدیل و نیمان مارکوس اشاره کرد.